# 干支表
干支表（かんしひょう）とは干支の一覧に対応する年号を施した表のこと。
前近代の日本では、西暦や皇紀は使われておらず、過去に遡って計算するためには過去の元号の年数を足して計算を行うことになる。だが、この方法は現実的ではなかったため、代わりに60年周期の干支表を作成してそこに過去の年号を施すことで便宜を図った。すなわち、改暦や改元によって暦や元号が変更されることはあっても干支は60年を1周期として同じ順番で巡るために、6×10マスの干支表を1枚作成しておけば過去60年分の暦年換算が簡易に行えるようになり、更に同様の表を複数枚作成したり、年号欄に次の周期の年号を書き足したりすることで120年・180年分の暦年換算を可能とした（ただし、当時の寿命から考えて干支表が1枚もしくは2枚組のものがあれば多くの場合役立ってきたと考えられている）。更に大きなものになると干支60列の下に過去の年号を延々と書き連ねて1枚に納めたものもあった。
ただし、こうした表は使い捨て的に用いられてきたために却って現存するものは少なく、山口県文書館寄託の三浦家文書にある「年号表」（これは60×21マスで寛延4年（1751年）までの1233年間分の干支と元号が1枚に記載されている）など数例しかない。ただし、干支と年号とともに簡略な出来事を併記した年代記は干支表と密接な関係があったと考えられている。